# Molophilus (Lyriomolophilus) alexanderorum
Molophilus (Lyriomolophilus) alexanderorum is een tweevleugelige uit de familie steltmuggen (Limoniidae). De soort komt voor in het Australaziatisch gebied.